# وانسان-گو
وانسان-گو (به لاتین: Wansan-gu) یک منطقهٔ مسکونی در کره جنوبی است که در جئونجو واقع شده‌است. وانسان-گو ۹۵٫۱ کیلومتر مربع مساحت و ۳۶۳٬۹۸۶ نفر جمعیت دارد.